# Vaini (città)
Vaini è una città di Tonga di 3 316 abitanti. la città è il principale insediamento nel distretto di Vaini.

## Popolazione
Secondo il censimento del 2021 la popolazione di Vaini ammontava a 3 316 abitanti.